# Gussenstadt
Gussenstadt ist ein Teilort der Gemeinde Gerstetten im Landkreis Heidenheim in Baden-Württemberg.
Der Ort liegt westlich von Gerstetten, dem Hauptort der Gemeinde.

## Geschichte
Die erste urkundliche Erwähnung liegt in einem Dokument des Bischofs Walter von Augsburg von 1143 vor, in der Besitzungen des Klosters Anhausen an der Brenz bestätigt werden.
Am 1. Juli 1971 wurde Gussenstadt nach Gerstetten eingemeindet.

## Kirche

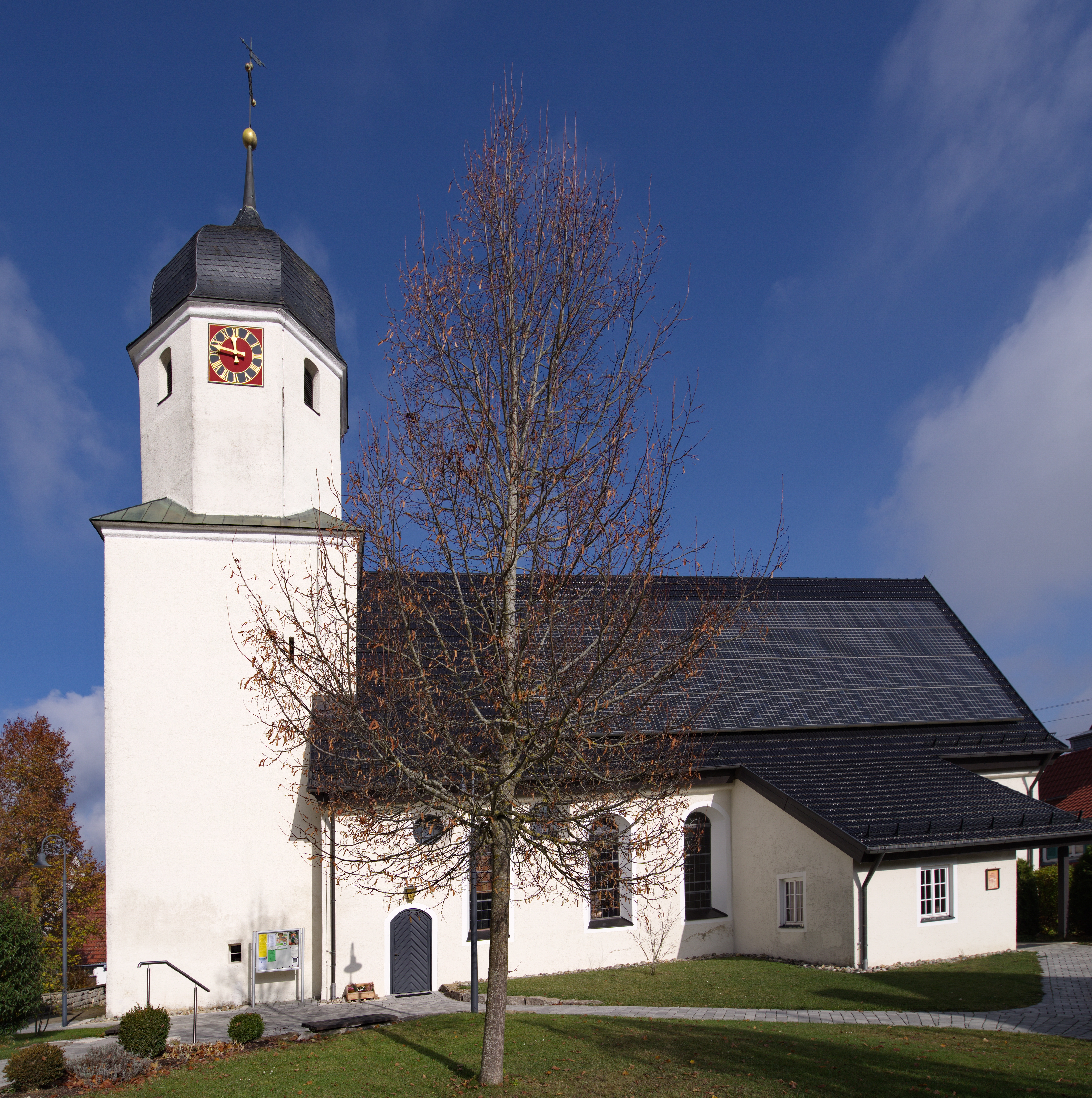
Michaelskirche

Um 1150 wird die Michaelskirche erbaut, die 1446 verlängert und 1691 auf die heutige Größe erweitert wird. Sie ist eines der seltenen Zeugnisse dafür, dass die evangelische Kirche im ausgehenden 17. und anfänglichen 18. Jahrhundert durchaus nicht der Kunst abgeneigt war. Eine weitere Besonderheit ist, dass sie als Kornspeicherkirche gebaut wurde.

## Kultur und Sehenswürdigkeiten

### Museen
In Gussenstadt steht das Museum im Ursula-Stift und Schmiede am Stift. Mit diesem Museum beherbergt Gussenstadt das älteste Museum seiner Art in Württemberg, welches im Jahre 1911 durch Johann Georg Thierer, den Verfasser der zweibändigen Ortschronik von Gussenstadt, in dem von seinem Bruder Valentin Thierer gestifteten Gemeindehaus eingerichtet wurde.

### Kaiser-Wilhelm-I.-Denkmal

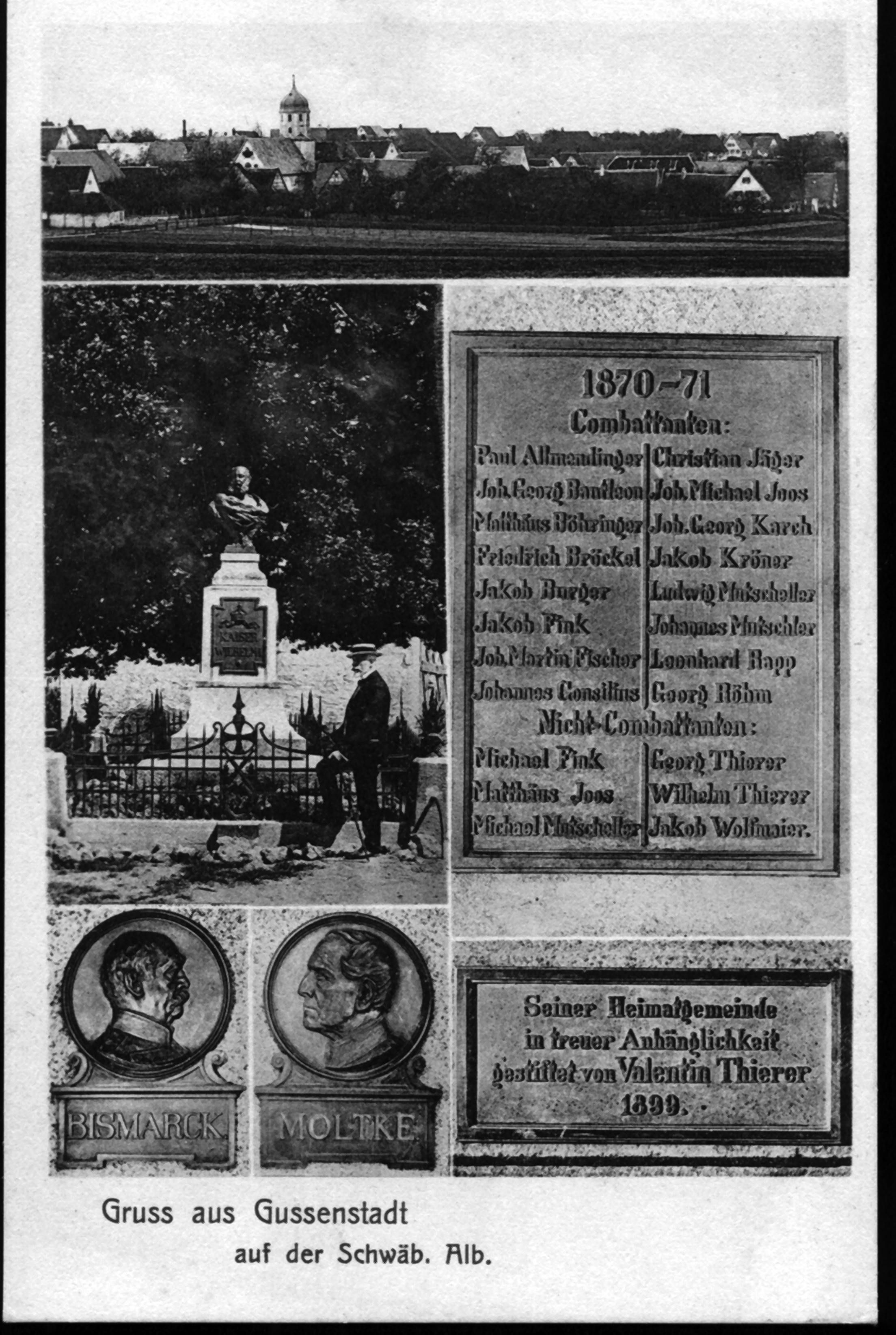
Ansichtskarte des Kaiser-Wilhelm-Denkmals

Das Büstendenkmal für Kaiser Wilhelm I. auf dem Denkmalplatz an der Kaiserlinde wurde am 16. Juli 1899 in Anwesenheit des Stifters, Kaufmann Valentin Thierer aus Mannheim geboren in Gussenstadt, feierlich enthüllt. Auf einem abgestuften Unterbau und einem sich im oberen Teil verjüngenden Sockel aus Granit erhebt sich die Büste des Kaisers, vor welcher sich ein Adler mit ausgebreiteten Flügeln befindet.
An der linken und rechten Seite des Sockels sind die Reliefmedaillons von Bismarck und Moltke angebracht. Eine Inschrifttafel auf der Rückseite nennt die Namen sämtlicher Kriegsteilnehmer von 1870/71 der Gemeinde Gussenstadt.
Das Denkmal geht zurück auf einen Entwurf des Stuttgarter Baurates Karl Weigele; die Bauleitung oblag dem Architekten Heinrich Nagel aus Gussenstadt. Die Kaiserbüste ist ein Werk des Karlsruher Bildhauers Hermann Volz, sämtliche Metallteile wurden in der Gießerei von Paul Stotz in Stuttgart in Bronze gegossen.
Die Gesamtkosten für das Denkmal beliefen sich auf rund 7000 Mark.

## Söhne und Töchter
- Johann Bartholomäus Haage (1633–1709), Prälat von Adelberg
- Gebhard Ulrich Brastberger (1754–1813), Philosoph und Pädagoge
- Johann Georg Thierer (1853–1923), Heimatforscher und Genealoge

## Fernwanderweg
Gussenstadt liegt am Fränkisch-Schwäbischen Jakobsweg, einem Pilgerweg, der nach Ulm und weiter nach Spanien führt.